# Mieżegiej
Mieżegiej (ros. Межегей) – wieś w Rosji, w Tuwie, w kożuunie tandińskim. W 2010 liczyła 1142 mieszkańców.